# Eigen Huis & Tuin
Eigen Huis & Tuin is een Nederlands televisieprogramma over klussen, dat aan het begin van de zaterdagavond werd uitgezonden op RTL 4. Per 31 augustus 2020 is het programma doordeweeks te zien om 17.00 uur. Met de vernieuwing/doorstart is het programma veranderd van een doe-het-zelf klusprogramma naar een algemener lifestyleprogramma.

## Geschiedenis
Vanaf 1990 was er bij RTL 4 het programma Je Eigen Huis te zien dat zich toespitste op klussen en verbouwingen binnen- en buitenshuis. Dit werd gepresenteerd door klusjesman Nico Zwinkels en Manon Thomas.
In diezelfde tijd had Rob Verlinden samen met Anniko van Santen (1992/1993) en later Manon Thomas (1993) het programma Flora Magazine op RTL 4. Tuinman Rob Verlinden spitste zich toe op het creëren van tuinen en gaf advies over planten en bloemen.
Omdat de productiekosten van beide programma's hoog waren en de opnametijden vaak gelijktijdig waren kwam Manon Thomas met het idee om beide programma's te koppelen.
Vanaf seizoen 1993/1994 zijn de twee programma's gecombineerd onder de bekende titel Eigen Huis & Tuin. Een vrouwelijke medepresentator kwam bij de werkende mannen langs om te vragen wat ze precies aan het doen waren. Zij verfde, maakte kerststukjes, kapstokken, kastjes en dergelijke. Deze rol was allereerst weggelegd voor Manuëla Kemp. Omdat Kemp na één jaar al overstapte naar de KRO werd zij hierna vervangen door Myrna Goossen. Goossen werd na een seizoen gestrikt om De 5 Uur Show te presenteren, dus hierna nam Marceline Schopman het over in seizoen 1995/1996. Schopman stapte over naar Kindernet en voor haar in de plaats kwam Irene Moors die het programma twee jaar lang presenteerde. Omdat Moors met zwangerschapsverlof ging in seizoen 1998/1999 nam Minoesch Jorissen het programma voor een jaar over. Omdat Jorissen het te druk kreeg met het dagelijkse programma RTL Live, stopte zij ook met de presentatie van Eigen Huis & Tuin. Hierna kwam Myrna Goossen van SBS6 om het programma vijf seizoenen lang te presenteren (van 1999 t/m 2004). Met haar eenjarige presentatie in seizoen 1994/1995 erbij heeft ze het in totaal zes jaar gepresenteerd.
In 2004 kwam een einde aan de bestaande opzet toen tuinman Verlinden en klusser Zwinkels een overstap naar SBS6 maakten. Door een zedenzaak betreffende de klusser is daar echter nooit een programma gemaakt. Ook Myrna Goossen gaf aan zich meer te willen richten op haar programma Aperitivo. Rob Verlinden was hierna te zien bij SBS6 zijn programma De Tuinruimers. Dit werd later Robs grote tuinverbouwing.
RTL stelde een nieuw team samen met daarin de klussers Lodewijk Hoekstra en Thomas Verhoef en presentatrice Corine Boon. Wekelijks trekt het programma anno 2012 meer dan een miljoen kijkers (inclusief herhaling). De voice-over van het programma was inmiddels weer Marc Jacobs, die na een korte periode van afwezigheid het presentatieteam weer versterkte. In april 2008 werd bekendgemaakt dat de rol van presentatrice kleiner zou worden en dat daardoor Boon niet meer in het plaatje paste. Later dat jaar werd bekend dat Quinty Trustfull de taak van Boon ging overnemen in het seizoen 2008/2009. Helemaal nieuw voor haar was het programma niet. Ze verving in 2006 namelijk Corine al eens, die toen voor de tweede keer moeder was geworden. In 2013 werd Niels van Baarlen de voice-over.
In het televisieseizoen 2015/2016 stopte Trustfull met de presentatie om zich meer te kunnen bezighouden met haar werk voor Koffietijd. Ze werd opgevolgd door twee presentatrices: Froukje de Both & Evelyn Struik. Ook kwamen er een tweede klusser (Miranda Leijstra) en een tweede tuinman (Tom Groot). Deze dubbele bezetting duurde één seizoen. Vanaf seizoen 2016/2017 bestond het team uit presentatrice Evelyn Struik, tuinman Tom Groot en klusjesman Thomas Verhoef. Dit team zou aanblijven tot en met het einde van het programma in de wekelijkse versie in juni 2020. 
Vanaf het seizoen 2017/2018 kreeg het programma minder zendtijd. Het programma werd ingekort van 60 naar 30 minuten ten behoeve van de weekendeditie van RTL Boulevard.
Op zaterdag 6 juni 2020 was de laatste aflevering te zien van het wekelijkse programma. Het programma werd te duur en de sponsorinkomsten liepen ernstig terug. De titel zou behouden blijven voor de zender, al was nog niet duidelijk in welke vorm en frequentie.

## Eigen Huis & Tuin (wekelijkse versie)
Tot seizoen 19 was er een Straat van de Week waarvoor de bewoners zich hebben opgegeven. In deze straat helpen Thomas, Lodewijk en Quinty de bewoners met kleine probleempjes en klusjes in en rond het huis. Dit kan een schilder- of een tuinklus zijn, maar bijvoorbeeld ook betrekking hebben op de beveiliging van een woning.
In seizoen 20 is er elke week een klushuis te zien. Hier gaan Thomas, Lodewijk, Quinty en de bewoners en hun vrienden klusjes die alsmaar blijven liggen opknappen. Dit varieert van een lamp ophangen tot een boekenkast maken.
In het 21ste seizoen gaan de klussers on tour. Dit betekent dat Eigen Huis En Tuin elke week in een stad komt met een grote container die omgebouwd is tot klusstudio. Hier kan iedereen naartoe komen om vragen te stellen over van alles, of geholpen te worden met een klus. Ook bezoekt Quinty woonwinkels in de stad die inspiratie op kunnen leveren.
Vanaf seizoen 22 wordt er onder andere gezocht naar de beste Tuin en Klusvrouw van Nederland. In elke provincie is er een wedstrijd waarin de beste klus- en beste tuinvrouw (van de provincie) wordt verkozen. Uiteindelijk blijven er 12 klus en 12 tuinvrouwen over. Deze strijden uiteindelijk om de titel Beste Klusvrouw van Nederland en Beste Tuinvrouw van Nederland.
Ook zijn er twee 'grote' projecten, die elk twee weken duren. Het ene is een metamorfose van een tuin, waarbij de oude tuin compleet wordt vervangen voor een nieuwe. Het andere project is een klus voor Thomas en vindt binnen plaats. Hij verandert een complete kamer. Meestal betreft het een badkamer of slaapkamer, maar het kan bijvoorbeeld ook een schuur zijn.
Daarnaast liet de presentatrice de kijker elke week de laatste interieurtrends zien. Daarvoor kan ze naar een meubelzaak gaan om informatie te krijgen over slapen, trends, accessoires, kerstversiering, maar ook bloemschikken behoort tot de mogelijkheden.

### Presentatie
- Manuëla Kemp (1993-1994)
- Myrna Goossen (1994-1995, 1999-2004)
- Marceline Schopman (1995-1996)
- Irene Moors (1996-1998)
- Minoesch Jorissen (1998-1999)
- Corine Boon (2004-2008)
- Quinty Trustfull (2006 (tijdelijk)[4], 2008-2015)
- Froukje de Both (2015-2016)
- Evelyn Struik (2013 (eenmalig)[5], 2015-2020)

### Klusser
- Nico Zwinkels (1993-2004)
- Thomas Verhoef (2004-2020)
- Miranda Leijstra (2015-2016)

### Tuinier
- Rob Verlinden (1993-2004)
- Lodewijk Hoekstra (2004-2016)
- Tom Groot (2015-2020)

### Voice over
- Rob van Dam (Marc Jacobs) (1993-2013)
- Jeroen Kijk in de Vegte (1996-2020)

## Eigen Huis & Tuin: Lekker Leven (dagelijkse versie)
Op 31 augustus 2020 keerde het programma terug onder de naam Eigen huis en tuin: Lekker leven. Het werd daarna elke werkdag uitgezonden van 17.00 tot 18.00 uur op RTL 4. De presentatie was in handen van oudgediende Froukje de Both. Dagelijks werd er gekookt door tv-kok Hugo Kennis. 
Zij werden ondersteund door een team van deskundigen waaronder tuinman (en tevens ook oudgediende) Tom Groot, opruimcoach Galit Soesan, dierenarts Piet Hellemans en huishoudcoach Zamarra Kok.
In het voorjaar en najaar waren er specials te zien onder de naam Eigen huis en tuin: Lekker leven ruimt op. Naast de vaste gezichten was dan ook styliste Manon de Boer te zien.
In maart 2025 werd bekendgemaakt dat het programma stopt. De laatste aflevering was op 16 mei 2025.

### Presentatie
- Froukje de Both (2020-2025)

### Klusser
- Martine Beijer (2020–2025)
- Patrick Uphoff (2020–2025)
- Ruben Thiebou (2024-2025)

### Tuinier
- Tom Groot (2020–2025)

### Interieurstylist
- Jasper Burg
- Roy Seen
- Floortje van Cooten
- Lieke Vingerhoed
- Djamilla Smits

### Kok
- Hugo Kennis (2020-2025)
- Sandra Ysbrandy (2022-2023, invaller)
- Samuel Levie (2022-2023, invaller)

### Deskundige
- Manon de Boer (2020–2025, styliste)
- Piet Hellemans (2020–2025, dierenarts)
- Galit Soesan (2020–2025, opruimcoach)
- Zamarra Kok (2020–2025, huishoudcoach)

### Voice-over
- Gijs Staverman (2021-2022)

## Eigen Huis & Tuin Event
Van 7 juni tot 10 juni 2007 vond de eerste versie van het Eigen Huis & Tuin Event plaats in de Jaarbeurs Utrecht in Utrecht plaats. Het is een doe-evenement over wonen, klussen en tuinieren.

## Trivia
- Het befaamde muziekje dat in de eerste jaren werd gespeeld tijdens het klussen, is het nummer 'Hot Dog' van de Franse filmcomponist Vladimir Cosma en komt uit de Franse film Banzaï uit 1983.